# Konstantín Feoktístov
Konstantín Petróvich Feoktístov (en ruso: Константин Петрович Феоктистов; 7 de febrero de 1926 – 21 de noviembre de 2009) fue un cosmonauta y un eminente ingeniero espacial ruso de la época soviética. También escribió varios libros sobre exploración y tecnología espaciales.

## Biografía

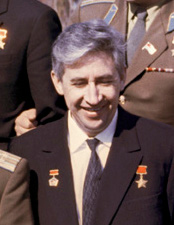
Konstantín Feoktistov (1965)

Durante la ocupación nazi de Vorónezh, cuando contaba con 16 años, Feoktístov luchó con el Ejército Soviético contra las tropas alemanas, llevando a cabo misiones de reconocimiento en el frente de Vorónezh. Después de ser capturado por una patrulla de las Waffen-SS, Feoktístov recibió un disparo de un oficial alemán. La bala atravesó su barbilla y su cuello, pero no le mató, y dado por muerto, pudo después escapar arrastrándose sobre el terreno y volver a las líneas soviéticas.
Tras el final de la guerra, Feoktístov se matriculó en la Universidad Técnica Estatal Bauman de Moscú como estudiante de ingeniería y se graduó en 1949. Posteriormente obtuvo un doctorado en físicas. Se unió al equipo de Mijaíl Tijonravov en la OKB (oficina de diseño), y en 1955 formó parte del equipo que diseñó los satélites Sputnik, la cápsula espacial Vostok, la nave espacial Vosjod, y la cápsula espacial Soyuz bajo la jefatura del Diseñador en Jefe Soviético Serguéi Koroliov. Durante esta época, Feoktistov también trabajó en el diseño de una aeronave con motor iónico, con capacidad para llevar humanos a Marte.
En 1964 fue seleccionado como parte de un grupo de ingenieros para recibir formación como cosmonauta, y en octubre de aquel mismo año se le asignó precipitadamente a la tripulación multidisciplinar de la nave Vosjod 1. Fue el primer civil en realizar un vuelo espacial, y el único cosmonauta de la Unión Soviética que no fue miembro del Partido Comunista de la Unión Soviética. Durante su vuelo espacial, permaneció 24 horas y 17 minutos en el espacio.
Después del vuelo del Vosjod 1, Feoktístov comenzó su formación para misiones espaciales más lejanas, interrumpida por razones médicas. Aun así, continuó su trabajo de ingeniería espacial exterior, y más tarde fue nombrado director de la Agencia de Diseño Espacial Soviética que concibió el Programa Saliut y la estación espacial Mir.
En octubre de 1969, Konstantín Feoktístov y Gueorgui Beregovói viajaron como huéspedes de la NASA a los EE. UU. Pudiendo visitar cualquier ciudad que escogiesen, eligieron Disneyland en California, siendo acompañados por astronautas norteamericanos como anfitriones, incluyendo entre otros a Eugene Cernan y a Neil Armstrong. El actor Kirk Douglas y otros anfitriones prepararon recepciones en su honor en Hollywood.
Feoktístov dimitió de su cargo en la empresa de cohetes propulsores Energia, regresando a la  Escuela Técnica Superior Bauman de Moscú como profesor en 1990.

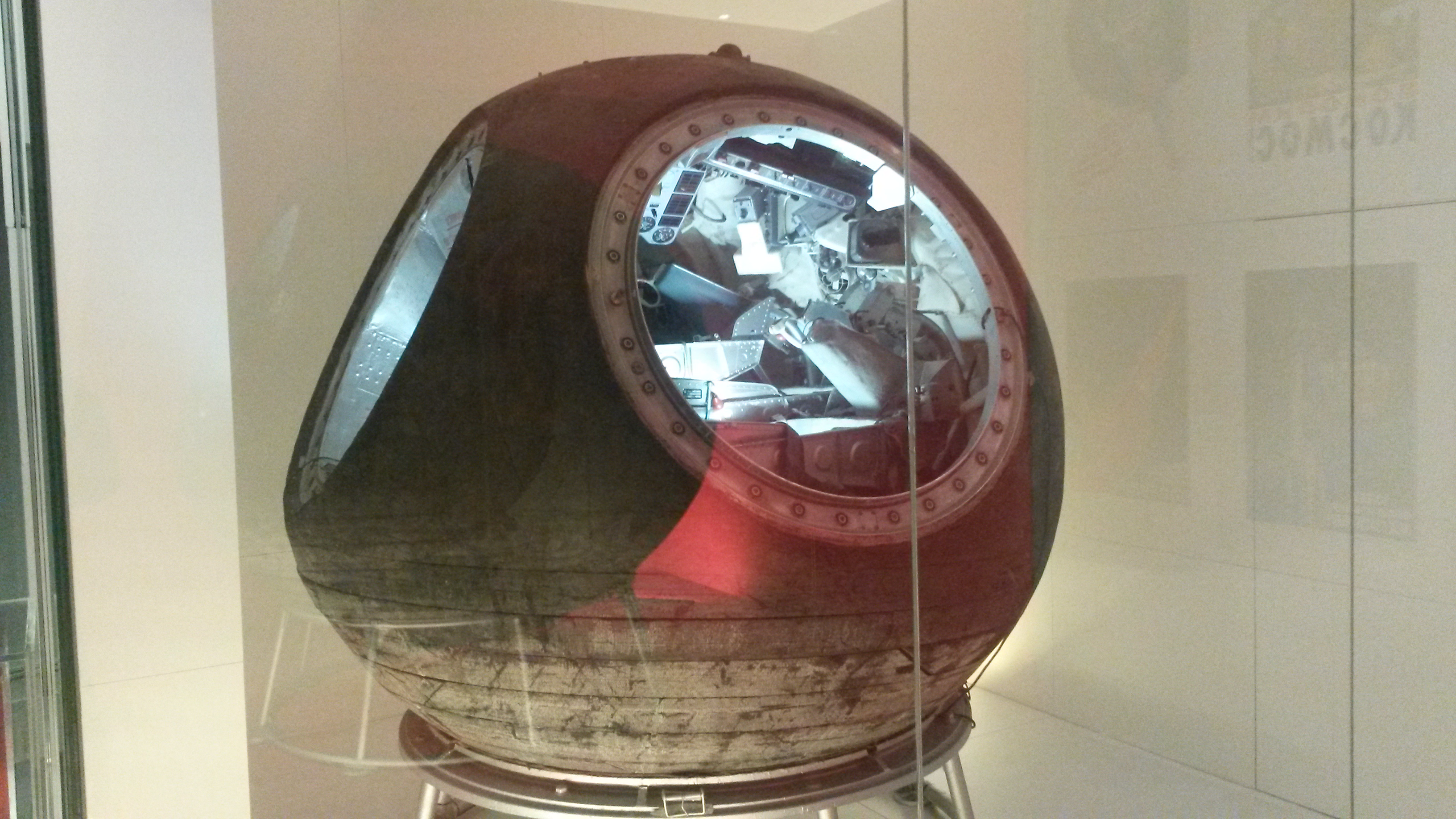
Cápsula del Vosjod 1

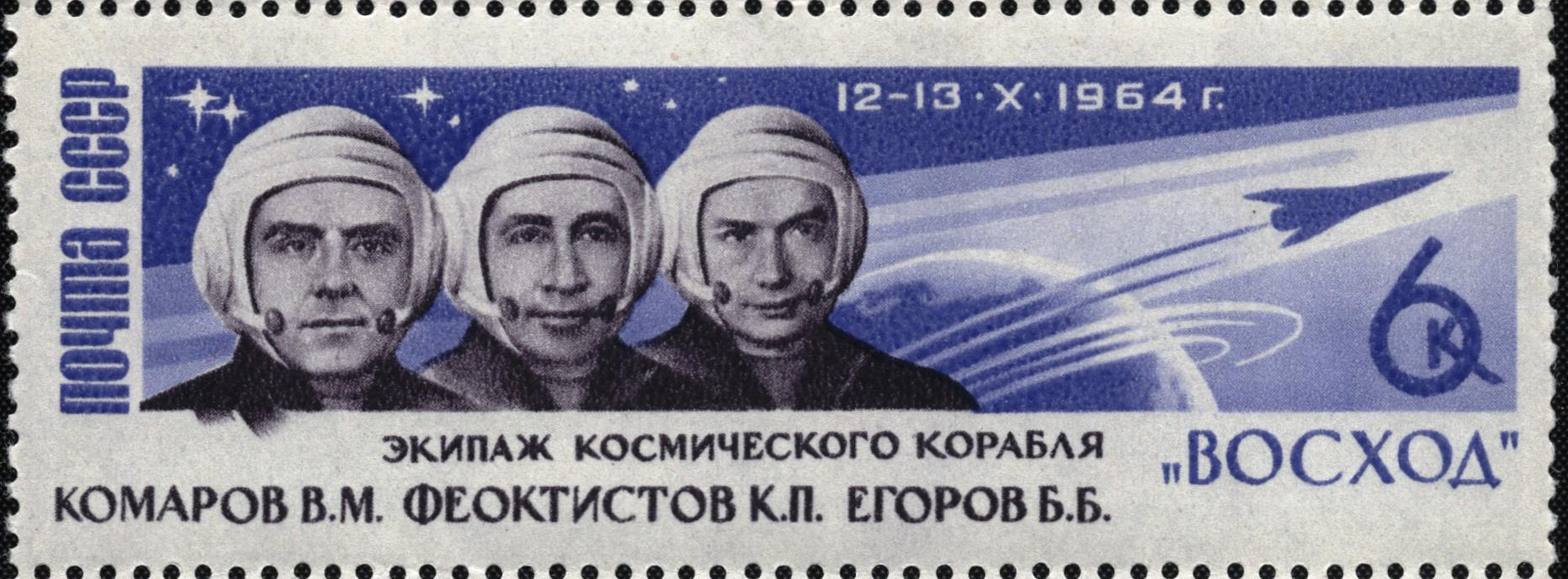
Sello conmemorativo del Vosjod 1: Komarov, Feoktistov y Yegorov

## Honores y premios
- Héroe de la Unión Soviética
- Piloto-Cosmonauta de la URSS
- Orden de Lenin
- Dos Órdenes de la Guerra Patriótica de 1ª clase
- Dos Órdenes de la Bandera Roja del Trabajo
- Orden de la Insignia de Honor
- Medalla por la Victoria sobre Alemania en la Gran Guerra Patria 1941–1945
- Medalla por el desarrollo de las tierras vírgenes
- Premio estatal de la URSS
- Premio Lenin
- Héroe de Trabajo Socialista (Vietnam)

## Eponimia
- El cráter lunar Feoktistov situado en la cara oculta de la Luna está nombrado en su honor.

## Lecturas relacionadas
- Roskosmos (22 de noviembre de 2009), Roskosmos (22 de noviembre de 2009), ru:Умер лётчик-космонавт СССР Феоктистов Константин Петрович (en ruso), archivado desde el original el 8 de abril de 2010, consultado el 7 de abril de 2010. (en ruso), recuperó 7 abril 2010
- Asociado Northcliffe Digital (23 de noviembre de 2009), Associated Northcliffe Digital (23 de noviembre de 2009), Konstantin Feoktistov, archivado desde el original el 1 de febrero de 2010, consultado el 29 de noviembre de 2009., archived del original el 1 de febrero de 2010, recuperó 29 noviembre 2009
- Martin Childs (28 de noviembre de 2009), "Konstantin Feoktistov: Cosmonaut quién ayudó puesto un registro de altitud espacial en Voskhod yo", Martin Childs (28 de noviembre de 2009), «Konstantin Feoktistov: Cosmonaut who helped set a space altitude record on Voskhod I», The Independent, consultado el 29 de noviembre de 2009., recuperó 29 noviembre 2009
- "Cohetes y personas" @– B. E. Chertok, M: "ingeniería mecánica", 1999. ISBN 5-217-02942-0 (ruso)
- Un.Yo. Ostashev, Sergey Pavlovich Korolyov - El Genio del siglo XX — 2010 M. De Institución Educativa Pública de Formación Profesional más Alta MGUL ISBN 978-5-8135-0510-2.
- "S. P. Korolev. Enciclopedia de vida y creatividad" - editados por C. Un. Lopota, RSC Energia. S. P. Korolev, 2014 ISBN 978-5-906674-04-3
- El sitio web oficial de la administración de ciudad Baikonur - Honorary ciudadanos de Baikonur

- Datos: Q320068
- Multimedia: Konstantin Feoktistov / Q320068